# Сюлли, Максимильен-Антуан-Арман де Бетюн
Максимильен-Антуан-Арман де Бетюн (фр. Maximilien-Antoine-Armand de Béthune; 18 августа 1730 — 8 августа 1786, замок Сюлли-сюр-Луар), герцог де Сюлли, пэр Франции — французский аристократ.

## Биография
Сын Армана де Бетюна, графа д'Орваля, претендента на титулы герцога Сюлли и пэра Франции, и Жанны Обри де Ватан, внук Франсуа де Бетюна, герцога д'Орваля.
При рождении получил титул виконта де Мо, с 1737 года титуловался принцем д'Анришмоном.
После смерти бездетного кузена Луи-Пьера-Максимильена в 1761 году стал герцогом и пэром, суверенным князем Анришмона и Буабеля милостью Божьей, маркизом де Конти, виконтом де Бретёем, де Франкастелем, и прочее.
В пятнадцать лет поступил на службу во 2-ю роту королевских мушкетеров, 15 октября 1748 получил роту в полку генерал-кампмейстера кавалерии. 1 февраля 1749 получил кавалерийский полк своего имени, которым в 1754 году командовал в Саарском лагере. В 1757 году участвовал в кампании в Ганноверском курфюршестве, сражался в битве при Хастенбеке.
3 марта 1762 был в числе тридцати пэров, подписавших договор о защите своих привилегий, на которые покушался Парижский парламент.
В сентябре 1766 Людовик XV присоединил суверенный аллод Буабель-Анришмон, принадлежавший Бетюнскому дому с 1605 года, к королевским владениям и Максимильен-Антуан-Арман потерял статус суверенного князя, взамен получив титул герцога де Бетюна и право непосредственно передавать титул герцога (по патенту) де Сюлли старшему сыну, а также ему были обещаны земли из королевского домена, дававшие 60 тысяч ливров годового дохода (княжество Буабель-Анришмон приносило всего 27 тысяч). Вместе с тем он лишился некоторых привилегий, в том числе права чеканить монету.
В 1778 году получил Бетюнское графство, принадлежавшее его семье в Средние века, немного позднее к нему добавили маркизат Ланс, а затем герцог округлил полученные земли, купив еще несколько владений в Артуа. Поскольку полученные сеньории не давали обещанных 60 тысяч, король дополнительно передал Бетюну графство Монтгоммери в Кальвадосе.
1 января 1784 был пожалован в рыцари орденов короля.

## Семья
Жена (19.01.1749): Габриель-Луиза (20.09.1731—2.04.1824), придворная дама дофины, дочь герцога Алексиса де Шатийона и Анн-Габриели Левенёр де Тийер
Дети:
- Максимильен-Алексис (2.07.1750—24.06.1776), назывался принцем д'Анришмоном, в 1767 году стал герцогом (по патенту) де Сюлли. Был крещен в парижском приходе Сен-Сюльпис; восприемниками при крещении были его дед герцог де Шатийон и бабка графиня д'Орваль. Служил в корпусе карабинеров. Жена (23.02.1767): Мари-Розали Бейлан де Пуайян (24.11.1748—14.10.1772), дочь Бернара Бейлана, маркиза де Пуайяна, и Шарлотты-Луизы дю Буа де Лёвиль
- Максимильен-Габриель-Луи (2.06.1756—16.10.1800), виконт де Бетюн, с 1776 года герцог (по патенту) де Сюлли. Жена (11.01.1780): Александрин-Барб-Ортанс д'Эпине де Сен-Люк (16.07.1763—10.06.1812), дочь Тимолеона д'Эпине де Сен-Люка, маркиза де Линьери, и Мари-Бернардин Кадо де Себвиль
- Максимильенна-Луиза-Габриель (5.03.1761—18.01.1781)

Наследство герцога, составлявшее 3 700 000 ливров, было поделено между его сыном, 8-м герцогом де Сюлли, и внучкой Максимильеной-Огюстиной-Генриеттой (27.09.1772), дочерью Максимильена-Алексиса, получившей маркизаты Бретёй, Франкастель, ряд других сеньорий, часть акций Индийской компании. Вместе с владениями, доставшимися от матери, ее состояние оценивалось в 5 миллионов ливров. Первым браком 15 июня 1790 она вышла за Армана-Луи-Франсуа-Эдме де Бетюна (1770—1794), маркиза де Шаро, вторым, в 1802 году, за Эжена-Александра де Монморанси (1773—1851), герцога де Лаваля